# Callipo Sport
O Callipo Sport, também conhecido como Tonno Callipo Volley por questões de patrocínio, é um time italiano de voleibol masculino da cidade de Maierato, província de Vibo Valentia, região da Calábria. O clube disputa o Campeonato Italiano - Série A2.

## Histórico
O clube foi fundado em 1993 através da fusão de duas equipes esportivas locais, o Voleibol Vibo Marina e o Fiamma Vibo Valentia, por Filippo Callipo, diretor da empresa Callipo. Em 2004 foi promovido à Serie A1, mas em 2007 caiu para a Serie A2. Em 2014-2016 o clube regrediu para Série A2, através de uma reorganização da Serie A1. Nessas duas temporadas, o clube conquistou duas Copas da Série A2 da Itália. Em 2016 conquistou o direto de disputar a Série A1.

## Títulos conquistados

### Campeonatos nacionais
Copa da Itália
- Vice-campeão (1x): 2004-05

 Supercopa Italiana
- Vice-campeão (1x): 2005

 Campeonato Italiano - Serie A2
- Campeão (1x): 2007-08
- Vice-campeão (2x): 2003-04, 2015-16

 Copa da Itália - Serie A2
- Campeão (3x): 2002-03, 2014-15, 2015-16
- Vice-campeão (2x): 2003-04, 2007-08

## Elenco atual
Atletas selecionados para disputar a temporada 2021/2022:
 Técnico:  Valerio Baldovin
| Camisa | Nome                    | Posição    | Nacionalidade |
| ------ | ----------------------- | ---------- | ------------- |
| 1      | Christian Fromm         | ponteiro   | alemão        |
| 2      | Yūji Nishida            | oposto     | japonês       |
| 3      | Gabriele Condorelli     | líbero     | italiano      |
| 4      | Giovanni Maria Gargiulo | central    | italiano      |
| 5      | Maurício Borges         | ponteiro   | brasileiro    |
| 8      | Davide Saitta           | levantador | italiano      |
| 9      | Davide Candellaro       | central    | italiano      |
| 10     | Luka Basic              | ponteiro   | francês       |
| 11     | Marco Rizzo             | líbero     | italiano      |
| 13     | Flávio Gualberto        | central    | brasileiro    |
| 15     | Pier Paolo Partenio     | levantador | italiano      |
| 16     | Alberto Nicotra         | ponteiro   | italiano      |
| 17     | Gabriele Nelli          | oposto     | italiano      |